# Сарай-Берке
Сарай-Берке тобто Палац Беркея, Сарай Ал-Жедід тобто Новий Сарай, Сарай II — столиця Золотої Орди у XIII—XIV сторіччі. Місто засноване ханом Берке у 1262 році.

## Історія
З 1282 по 1396 рік було столицею Золотої Орди. У 1396 році зруйноване Тамерланом. 
Тепер село Царев, Ленінського району, Волгоградської області, Росія.